# Mycalesis erna
Mycalesis erna är en fjärilsart som beskrevs av Hans Fruhstorfer 1898. Mycalesis erna ingår i släktet Mycalesis och familjen praktfjärilar. Inga underarter finns listade i Catalogue of Life.